# Patrick Wilson

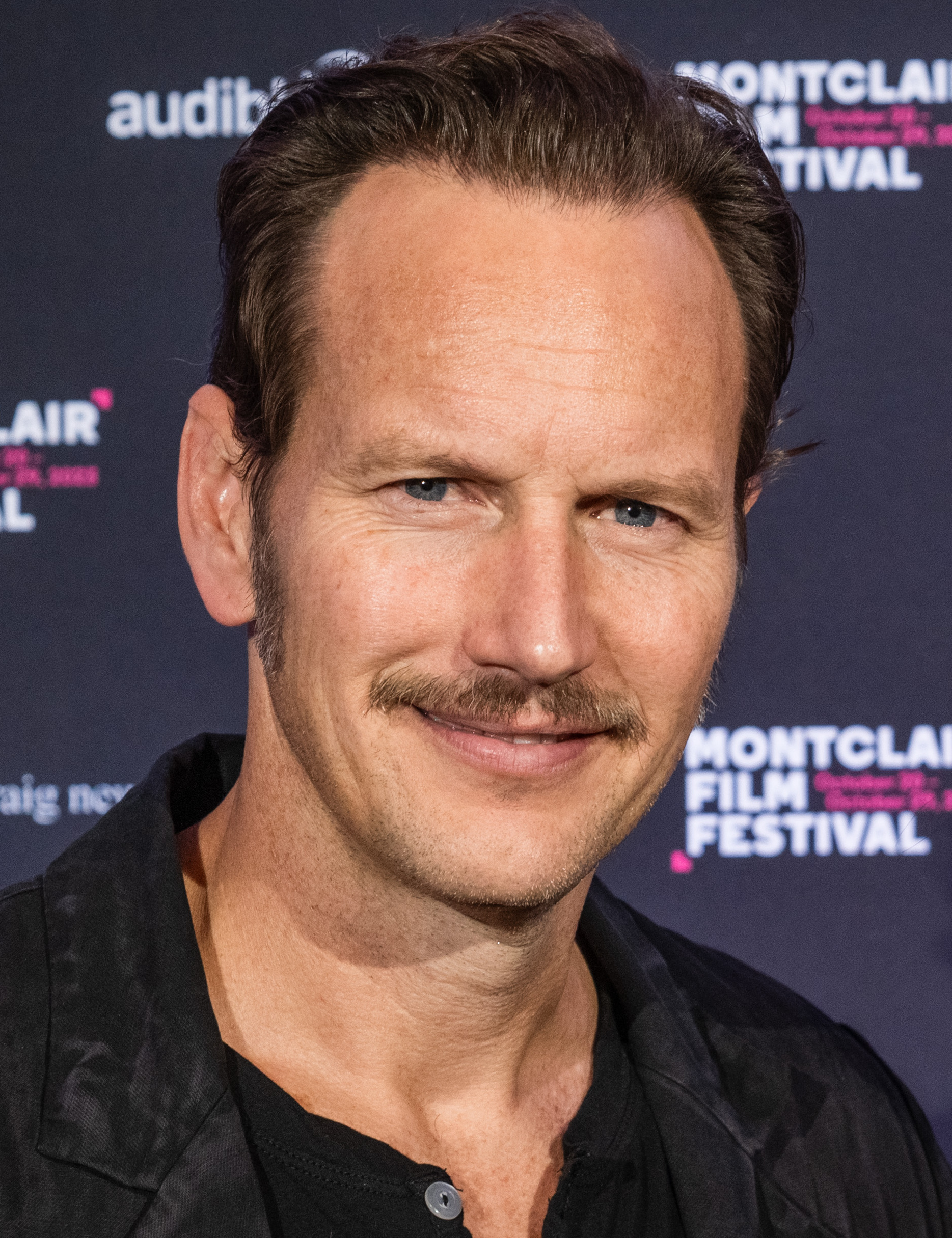
Patrick Wilson beim MontClair Film Festival (2023)

Patrick Wilson (* 3. Juli 1973 in Norfolk, Virginia) ist ein US-amerikanischer Schauspieler, Regisseur und Sänger.

## Leben
Schon als Kind arbeitete Wilson auf sein Ziel, eine Gesangskarriere am Broadway, hin. Er drehte 2004 mit Gerard Butler und Emmy Rossum Das Phantom der Oper. In diesem Musical spielte er Raoul de Chagny, der mit der Titelfigur um die Gunst der schönen Opernsängerin Christine Daaé buhlt. Dorthin brachte er bereits Gesangserfahrung mit. Wilson hatte zuvor Erfolge am New Yorker Broadway mit den Musicals The Full Monty und Oklahoma! gefeiert, für die er 2001 und 2002 jeweils als Bester Hauptdarsteller in einem Musical für den renommierten Theaterpreis Tony nominiert war.
Einem größeren Publikum wurde er 2003 durch seine Rolle in Mike Nichols’ erfolgreicher Fernsehadaption von Tony Kushners Theaterstück Engel in Amerika bekannt. Für den Part des Homosexuellen Joe Pitt, der sich in die Ehe mit einer Freundin flüchtet, erhielt er unter anderem eine Golden Globe- und eine Emmy-Nominierung als Bester Nebendarsteller in einer Fernsehserie, Miniserie oder einem Fernsehfilm. Im Jahr 2009 spielte er eine der Hauptrollen in der Comicverfilmung Watchmen – Die Wächter und lieh der Figur Nite Owl II auch im Videospiel Watchmen: The End Is Nigh seine Stimme. Den internationalen Durchbruch schaffte Wilson im Jahr 2010, als er sowohl in dem Actionfilm Das A-Team – Der Film als auch in dem Horrorfilm Insidious eine der Hauptrollen übernahm. Große Beliebtheit erreichten auch die Filme Conjuring – Die Heimsuchung und dessen Fortsetzung Conjuring 2. Darin spielt Wilson den Dämonologen Ed Warren, den er auch in nachfolgenden Filme darstellte. 2016 bat Barbra Streisand ihn, für ihr Album Encore: Movie Partners Sing Broadway das Lied „Loving You“, ein Duett komponiert von Stephen Sondheim mit ihr zu singen. Das Album war für mehrere Wochen in den USA und dem Vereinigten Königreich Nummer 1 der Musikcharts. Im November 2017 verkörperte er in der Wiederaufführung des Musicals Brigadoon im New York City Center die männliche Gesangstitelrolle des Tommy. Dìe Rolle der Fiona hatte Kelli O’Hara. 2018 übernahm er in der Comic-Verfilmung Aquaman die Rolle des König Orm. 2023 wurde mit Insidious: The Red Door sein Regiedebüt veröffentlicht, in dem er auch die Hauptrolle übernahm.
Von 2001 bis 2002 war er mit der Schauspielerin Jennifer Love Hewitt liiert. Seit 2005 ist Wilson mit der Schauspielerin Dagmara Domińczyk verheiratet und hat zwei Kinder.

## Filmografie (Auswahl)
- 2001: My Sister’s Wedding
- 2003: Engel in Amerika (Angels in America, Fernsehsechsteiler, 2 Folgen)
- 2004: Alamo – Der Traum, das Schicksal, die Legende (The Alamo)
- 2004: Das Phantom der Oper (The Phantom of the Opera)
- 2005: Hard Candy
- 2006: Little Children
- 2006: Krass (Running with Scissors)
- 2007: Spuren eines Lebens (Evening)
- 2007: Purple Violets
- 2007: Brothers Three: An American Gothic
- 2008: Life in Flight
- 2008: Lakeview Terrace
- 2008: Passengers
- 2009: Watchmen – Die Wächter (Watchmen)
- 2009: American Dad (American Dad!, Fernsehserie, Folge 5x15 Wife Insurance)
- 2010: Barry Munday – Keine Eier … keine Kinder! (Barry Munday)
- 2010: Das A-Team – Der Film (The A-Team)
- 2010: Umständlich verliebt (The Switch)
- 2010: Morning Glory
- 2010: Insidious
- 2011: The Ledge – Am Abgrund (The Ledge)
- 2011: Young Adult
- 2011–2012: A Gifted Man (Fernsehserie)
- 2012: Prometheus – Dunkle Zeichen (Prometheus)
- 2013: Girls (Fernsehserie, Gastauftritt, Folge 2x05)
- 2013: Conjuring – Die Heimsuchung (The Conjuring)
- 2013: Insidious: Chapter 2
- 2013: Jack Strong
- 2014: Stretch
- 2014: Let’s Kill Ward’s Wife
- 2014: Space Station 76
- 2015: Home Sweet Hell
- 2015: Zipper
- 2015: Fargo (Fernsehserie)
- 2015: Bone Tomahawk
- 2016: Batman v Superman: Dawn of Justice
- 2016: A Kind of Murder
- 2016: Conjuring 2 (The Conjuring 2)
- 2016: The Founder
- 2018: The Commuter
- 2018: Insidious: The Last Key
- 2018: Aquaman
- 2019: Annabelle 3 (Annabelle Comes Home)
- 2019: Im hohen Gras (In the Tall Grass)
- 2019: Midway – Für die Freiheit (Midway)
- 2019: The Other Two (Fernsehserie, Gastauftritt, Folge 1x06)
- 2021: Conjuring 3: Im Bann des Teufels (The Conjuring: The Devil Made Me Do It)
- 2022: Moonfall
- 2023: Insidious: The Red Door (auch Regie)
- 2023: The Nun II (Cameo)
- 2023: Aquaman: Lost Kingdom (Aquaman and the Lost Kingdom)

## Auszeichnungen
- 2004: Nominiert für einen Emmy als Bester Nebendarsteller in einer Fernsehserie, Miniserie oder einem Fernsehfilm für Engel in Amerika
- 2004: Nominiert für einen Golden Globe als Bester Nebendarsteller in einer Fernsehserie, Miniserie oder einem Fernsehfilm für Engel in Amerika
- 2004: Nominiert bei den Satellite Awards als Bester Nebendarsteller in einer Fernsehserie, Miniserie oder einem Fernsehfilm für Engel in Amerika
- 2005: Nominiert bei den Satellite Awards als Bester Nebendarsteller in einer Musicalverfilmung für Das Phantom der Oper